# Зобница
Зобница је део коњске опреме. То је торба у којој се носи и из које се даје коњу храна. која је кајшевима причвршћена за главу коња и омогућава му да једе сточну храну и када није у штали или у падоку. Предности оваквог начина храњења коња су у томе што се троши оптимална количина хране, а такође се спречава да животиње једу храну једна од друге.
Да би могао да једе храну коњ мора спустити главу сасвим до земље, што му омогућава да њушком дохвати дно торбе, где се налази храна.

## Назив
Назив "зобнатица" потиче од речи "зоб", како се другачије зове овас - житарица која се некада најчешће користила у исхрани коња.

## Материјали за израду зобнице
Зобница се може направити од различитих природних материјала, какви су кожа или слама, али је најчешће израђена од густе тканине или лаког платна. Савремене зобнатице праве се и од вештачких материјала, синтетичких тканина које могу да обезбеде чврсто дно и мрежасте странице, због вентилације.

## Галерија слика
- Жена додаје храну у зобницу (Енглеска, 1943)
- Мула са зобницом
- Зобница од трске са Ибице (око 1930)
- Коњ са зобницом током жетве у Кападокији
- Коњ са зобницом, упрегнут у туристичке кочије